# Louis Lully
Louis Lully (4. srpna 1664 Paříž – 1. dubna 1734) byl francouzský hudební skladatel a nejstarší syn Jeana-Baptiste Lullyho.

## Život
Louis se narodil do rodiny slavného Jeana-Baptiste Lullyho, který byl dvorním skladatelem krále Ludvíka XIV. Očekávalo se od něj, že jako nejstarší syn půjde v otcových stopách, avšak nedostatek talentu a nevhodné chování (které vyústilo až v trest odnětí svobody) u dvora způsobilo jeho vydědění. Jako hudební skladatel měl úspěch pouze v případě děl, na kterých spolupracoval s ostatními skladateli.

## Dílo
- Zéphire et Flore (balet, spolupráce s bratrem Jean-Louisem a Pierre Vignonem, 1688)
- Orphée (opera – tragédie lyrique ve spolupráci s bratrem Jeanem-Baptistem, 1690)
- Alcide (opera – tragédie lyrique, spolupráce s Marinem Maraisem, 1693)